# Affaire Plame-Wilson

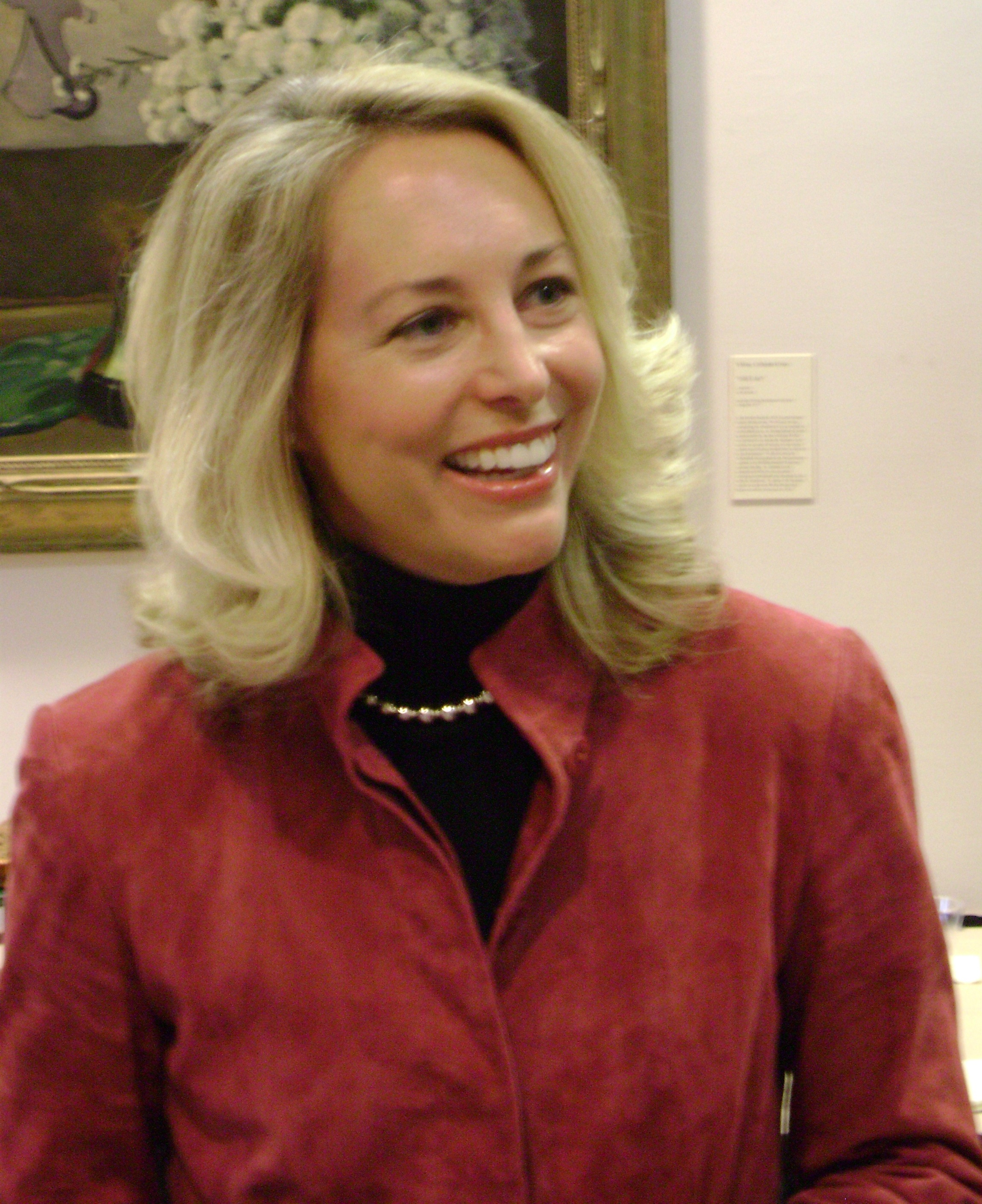
Valerie Plame.

L'affaire Plame-Wilson ou controverse Cooper-Miller-Novak est un scandale politique américain qui met en cause l'administration du président des États-Unis George W. Bush. Cette affaire débute le 14 juillet 2003 avec la divulgation de l'identité d'un agent secret de la Central Intelligence Agency, Valerie Plame, épouse d'un ambassadeur américain, Joseph C. Wilson, qui avait démenti la vente d'uranium par le Niger à l'Irak, mettant en difficulté le président Bush et son entourage professionnel. 
Cette affaire implique trois journalistes américains, Matthew Cooper (en), Judith Miller et Robert Novak. Elle secoue le monde journalistique aux États-Unis en 2005, car la Cour suprême des États-Unis a indirectement obligé des journalistes à violer la confidentialité de leurs sources.

## Chronologie
- février 2002 : à la demande de la CIA, un ancien ambassadeur, Joseph C. Wilson, est envoyé au Niger pour enquêter sur un éventuel trafic de matériau nucléaire avec l'Irak. Il s'agissait de prouver que l'Irak de Saddam Hussein avait bien essayé de se procurer de l'uranium pour construire une arme nucléaire. Après enquête, Joe Wilson n'a rien trouvé confirmant cette allégation. Pire, il a prouvé que les documents sur lesquels se fondait l'administration Bush étaient des faux (voir Scandale du Nigergate).
- 28 janvier 2003, lors de son discours sur l'état de l'Union, le président Bush fait référence au Niger pour défendre son plan de renversement du gouvernement de Saddam Hussein.
- mars 2003 : début de l'« Opération Liberté irakienne » visant à exécuter ce plan.
- avril 2003 : prise de Bagdad.
- 6 juillet 2003 : Joseph C. Wilson, dans le New York Times, déclare : « Si mes informations ont été considérées comme inexactes, je comprends (je serais alors intéressé de savoir pourquoi). Si, cependant, mes informations ont été ignorées parce qu'elles ne correspondaient pas à des idées préconçues sur l'Irak, alors on peut légitimement faire valoir que nous sommes entrés en guerre sous de faux prétextes »[1].
- 14 juillet 2003 : plusieurs journalistes divulguent progressivement l'identité de son épouse. Cooper travaille pour Time Magazine et Judith Miller pour le journal The New York Times, alors que Robert Novak tient une chronique publiée par différents journaux. Dans l'une de ses chroniques, Robert Novak révèle que Joe Wilson, un ancien ambassadeur qui s'est opposé publiquement à la guerre en Irak, a pour épouse un agent secret de la CIA, Valerie Plame. C'est la première fois que la couverture de celle-ci est ainsi « grillée ». Par la suite, Cooper et Miller enquêtent sur l'agent, mais seul Cooper publie quelques lignes sur elle, sans toutefois la nommer. Plusieurs journalistes estiment que la publication du nom est destinée « à discréditer ou à punir le mari de Plame »[2].
- Décembre 2003 : ouverture d'une enquête par le procureur spécial Patrick Fitzgerald sur l'affaire des « fuites » de la CIA (CIA leak), qui constitue un crime fédéral.
- Après une enquête effectuée par le département de la Justice des États-Unis, le juge fédéral Patrick Fitzgerald exige, sous peine d'emprisonnement, que Cooper et Miller révèlent leurs sources. Ils refusent, invoquant le premier amendement à la Constitution des États-Unis qui assure la liberté de la presse et le secret professionnel.
- Les deux journalistes ont demandé à la Cour suprême des États-Unis de bloquer cette requête, mais celle-ci rejeta la demande, donnant raison au juge. Des deux journalistes, seul Cooper a suffisamment de matériau pour satisfaire la curiosité de la Cour. Pour cette raison, elle impose des sanctions contre l'employeur de Cooper, Time Inc., lequel se soumet et remet à la Cour les informations demandées. Curieusement, la Cour fédérale n'a pas fait comparaître Robert Novak, qui a pourtant publié l'information-clé. Plusieurs personnes spéculent qu'il collabore avec la justice américaine.
- 7 juillet 2005 : à la suite du refus de dévoiler le nom de sa source, Judith Miller est mise sous les verrous par le juge Thomas Hogan[3]. Le 29 septembre 2005, la journaliste sort de prison[4]. Sa source l'a en effet autorisée à divulguer son identité. Il s'agit, révèle alors le New York Times, de Lewis Libby (Scooter), le secrétaire général du vice-président Dick Cheney. Lundi 24 octobre, le New York Times publie un article dans lequel on apprend que Lewis Libby avait appris la véritable identité de Valerie Plame de Dick Cheney, alors vice-président des États-Unis.
- 28 octobre 2005 : mis en cause, le chef de cabinet de Dick Cheney, Lewis « Scooter » Libby, démissionne. Il a été inculpé, entre autres, pour avoir menti à la justice.
- 7 avril 2006 : le président George W. Bush est mis en cause personnellement pour la divulgation d'informations secret-défense. Le procureur a en effet remis à la Cour fédérale du district de Columbia une réponse écrite, rendue publique jeudi 6 avril 2006. En juillet 2003, M. Libby aurait fait « fuiter » des informations à plusieurs journalistes afin de tenter de sauver la crédibilité des justifications avancées par l'administration Bush pour renverser Saddam Hussein. Dick Cheney aurait dit à son chef de cabinet que le président l'avait « spécifiquement autorisé à révéler certaines informations ». M. Libby a alors contacté la journaliste Judith Miller du New York Times pour lui expliquer que Saddam Hussein poursuivait « activement » sa quête d'uranium et de bombe atomique selon un rapport récemment rédigé par la CIA en octobre 2002. Il nie cependant être celui qui a livré l'identité de l'agent Valerie Plame, un crime selon les termes d'une loi sur la protection des agents secrets de 1982.
- 12 juin 2006 : Karl Rove apprend qu'aucune accusation ne sera retenue contre lui.
- 12 juillet 2006 : Robert Novak dévoile que Karl Rove était une de ses sources.
- 28 août 2006 - 7 septembre 2006 : la première source de Robert Novak était en réalité Richard Lee Armitage, l'ex-secrétaire d'État adjoint américain.
- 6 mars 2007 : Lewis Libby est reconnu coupable de quatre des cinq chefs d'accusation qui pesaient contre lui.
- 16 mars 2007 : Valerie Plame, mettant fin à quatre années de silence, a déclaré à des membres du Congrès que certains hauts responsables de la présidence et du département d'État avaient divulgué son identité « de manière irréfléchie et sans vergogne » pour discréditer son mari diplomate.
- 5 juin 2007 : le juge Reggie Walton, chargé de l'affaire au tribunal fédéral de Washington, a condamné Lewis Libby à deux ans et demi de prison et 250 000 dollars d'amende.

## Analyse
Des journalistes voient cet événement comme une attaque contre la Constitution des États-Unis, et anticipent qu'une pléthore de demandes similaires seront effectuées, faisant en sorte que de moins en moins de journalistes pourront invoquer le secret professionnel pour cacher l'identité de leurs informateurs, ce qui pourrait mener, par exemple, à moins de dénonciations. C'est ainsi qu'à la suite de la décision du Time de divulguer les notes de son journaliste au procureur, plusieurs journalistes de ce journal se sont plaints auprès de leur hiérarchie du fait que plusieurs de leurs sources anonymes refusent maintenant de parler[réf. nécessaire].
De l'autre côté, la justice américaine souhaite augmenter le secret sur l'identité des agents secrets travaillant pour le compte des États-Unis. Certaines révélations faites par des journalistes dans les années passées ont, semble-t-il, mené au départ ou à la mort d'agents. Cependant, la plupart des agents démasqués l'ont été par des traîtres travaillant à l'intérieur de différentes agences américaines, tels que Robert Hanssen et Aldrich Ames[réf. nécessaire].
Beaucoup de rumeurs courent depuis le début de l'affaire sur le nom de l'informateur de Novak. Le nom le plus fréquemment cité est celui de Karl Rove, le conseiller spécial du président George W. Bush. L'avocat de Rove a déclaré que son client « n'a jamais sciemment diffusé des informations classées secrètes ». Le « sciemment » laissant dubitatives plusieurs personnes, un sénateur démocrate a demandé que Karl Rove démente officiellement être celui qui a divulgué le rôle de Valerie Plame.
Le 18 juillet 2005, Matt Cooper révèle, dans le Time, que c'est bien Karl Rove qui lui a dit, lors d'une conversation téléphonique le 11 juillet 2003, que la femme de Joe Wilson travaillait pour la CIA. Il a eu la confirmation de cela par Lewis Libby, le secrétaire général du vice-président Dick Cheney.

### Les suites
Lewis Libby fit face à cinq chefs d'accusation :
- obstruction à la justice, pour entrave à l'enquête d'un « grand jury » ;
- double accusation de parjure, pour avoir menti sous serment les 5 et 24 mars 2005 ;
- double accusation de mensonge à des agents du FBI le 14 octobre et le 26 novembre 2004.

Le 6 mars 2007, il est reconnu coupable de quatre des cinq chefs d'accusation. Le 5 mai 2007, il a été condamné à deux ans et demi de prison et 250 000 dollars d'amende.
Le 2 juillet 2007, le président George W. Bush utilise son droit de grâce pour faire libérer Lewis Libby.
Le 12 avril 2018, le président Donald Trump gracie Lewis Libby.

### Sources
- « George Bush mis en cause pour la divulgation d'informations secret-défense », Le Monde, 8 avril 2006

### Au cinéma
- Le Prix du silence de Rod Lurie, sorti en 2008 aux États-Unis, premier film inspiré de l'affaire.
- Fair Game de Doug Liman, sorti le 3 novembre 2010, film inspiré de l'affaire, rôles interprétés par Naomi Watts et Sean Penn.